# Dana White
Dana Frederick White Jr. (Central Manchester, 28 de julho de 1969) é um empresário e ex-pugilista norte-americano. É o atual Presidente do Ultimate Fighting Championship e homem mais poderoso da bilionária indústria do Mixed martial arts (MMA ou Artes Marciais Mistas). É apontado como o maior responsável pela transformação do Vale-Tudo em MMA, um esporte hoje legalizado por todas as comissões atléticas americanas e internacionais — Dana White, ao longo dos anos, coleciona algumas inimizades, como por exemplo a comissão atlética da Califórnia que em sua opinião acaba escolhendo os árbitros errados para ser os responsáveis das lutas com maior importância do UFC.

## Ultimate Fighting Championship (2002-presente)
Enquanto trabalhava como gerente, White descobriu que a Semaphore Entertainment Group, da qual surgiu o UFC, estava procurando comprador para o Ultimate. Contactou seu amigo de infância Lorenzo Fertitta, um executivo da Station Casinos, e um ex-comissário da Comissão Atlética do Estado de Nevada (EUA). Dentro de um mês, Lorenzo e seu irmão mais velho, Frank, compraram o UFC e White tornou-se o presidente. Hoje é dono de 10% da Zuffa, LLC, a entidade que os irmãos Fertitta criaram para possuir e gerenciar o UFC.